# (770) Bali
(770) Bali es un asteroide perteneciente al cinturón de asteroides descubierto el 31 de octubre de 1913 por Adam Massinger desde el observatorio de Heidelberg-Königstuhl, Alemania.
Está nombrado por la isla indonesia de Bali.

## Características orbitales
Bali forma parte de la familia asteroidal de Flora.